# Alitiscatomonas
Alitiscatomonas es un género de bacterias de la familia Lachnospiraceae. Actualmente (2022) sólo contiene una especie: Alitiscatomonas aceti. Fue descrito en el año 2022. Su etimología hace referencia a heces de pájaro. El nombre de la especie hace referencia a vinagre. Aunque originalmente la cepa tipo se aisló de heces humanas, el nombre se le da por la abundancia relativa en qué se encuentra en el ecosistema microbiano. Es una especie descrita mediante metagenómica. Se ha identificado en el intestino de pollos. Tiene un contenido de G+C de 51,8%. 